# هنادی آودیینکو
هنادی آودیینکو (اوکراینی: Геннадій Валентинович Авдєєнко؛ زادهٔ ۴ نوامبر ۱۹۶۳ در اودسا ) یک ورزشکار پرش ارتفاع بازنشسته است که نماینده اتحاد جماهیر شوروی سوسیالیستی و بعداً اوکراین است. وی در جامعه ورزشی نیروهای مسلح در اودسا آموزش دید. او هم در المپیک و هم در مسابقات جهانی مدال های طلا کسب کرد.
از افتخارات وی میتوان به کسب مدال طلا پرش ارتفاع در بازی‌های المپیک تابستانی ۱۹۸۸ اشاره کرد.